# Mario Cvitković
Mario Cvitković, hrvatski reprezentativni rukometaš.
Igrač HC Tatran Prešov.
S mladom reprezentacijom 2013. osvojio je srebro na svjetskom prvenstvu.